# Ignacio Mantilla Prada
Ignacio Mantilla Prada (Los Santos, 12 de abril de 1957) es un matemático colombiano. Fue rector de la Universidad Nacional de Colombia entre 2012 y 2018.

## Trayectoria
Estudió matemáticas en la Universidad Nacional de Colombia, y obtuvo el correspondiente título de matemático en 1982; realizó estudios de maestría en la misma Universidad donde obtuvo un título de Magíster en matemáticas en 1984, posteriormente viajó a Alemania en calidad de becario del Servicio Alemán de Intercambio Académico (DAAD). Allí obtuvo el doctorado y llevó a cabo estudios postdoctorales en la Universidad Johannes Gutenberg. Ha realizado actividades de docencia e investigación en la Universidad Nacional de Colombia desde el mes de octubre del año 1983, cuando se vinculó como instructor asistente, y desde entonces ha forjado una carrera docente y administrativa que le ha llevado a ocupar diversos puestos académicos administrativos entre los que se destacan:
- Director del programa curricular de Matemáticas, entre 1993 y 1995.
- Director del Departamento de Matemáticas y Estadística de la Facultad de Ciencias, entre agosto de 1997 y mayo de 2000.
- Vicedecano Académico de la Facultad de Ciencias, entre mayo de 2000 y octubre de 2002.
- Coordinador Nacional de Acreditación, entre julio de 2004 y agosto de 2009.
- Decano de la Facultad de Ciencias, durante tres períodos, entre junio de 2006 y febrero de 2012.
- Rector de la Universidad Nacional de Colombia entre mayo de 2012 y abril de 2018.

Durante gran parte de esta trayectoria se desenvolvió a la vez como miembro del Consejo de la Facultad de Ciencias y representante al Consejo Superior Universitario (CSU).
En su vida académica se destaca por el interés en las áreas de análisis numérico, simulación modelamiento y   ecuaciones diferenciales. Ha sido ponente en varias conferencias nacionales e internacionales sobre estos temas y ha dirigido tesis de posgrado en maestría y doctorado principalmente orientadas al modelamiento matemático. Es especialmente recordado por su apoyo y contribución a la aprobación del actual estatuto estudiantil en sus disposiciones académicas y por haber liderado la reforma académica implementada desde 2009 en la Universidad Nacional de Colombia.
Se desempeñó como profesor de matemáticas de la Universidad Nacional por más de 35 años. Sus áreas de investigación se centran en análisis numérico, ecuaciones diferenciales y modelamiento matemático, particularmente en aplicaciones a la epidemiología. Ha dirigido proyectos de investigación, trabajos y tesis tanto de maestría como de doctorado en estas áreas.
Ha publicado numerosos trabajos, ponencias, textos académicos y artículos especializados en temas relacionados con su investigación, así como una serie de textos de divulgación científica que buscan compartir su pasión por las matemáticas e incentivar la curiosidad científica. Su más reciente publicación es el libro de la colección Apuntes Maestros de la Universidad Nacional, titulado: Ecuaciones de Opinión: historias, reflexiones y acertijos (agosto de 2021).
Durante sus estudios doctorales, fue becario del Servicio Alemán de Intercambio Académico, Deutscher Akademischer Austauschdienst  (DAAD). También fue Investigador Posdoctoral de la Facultad de Matemáticas de la Johannes Gutenberg Univeristät de Mainz (Alemania). En 2015 recibió la Orden Federal del Mérito, representada en la “Bundesverdienstkreuz”, otorgada por la República Federal Alemana.
Además de su trabajo académico, cuenta con una amplia experiencia en la dirección universitaria y la generación de políticas de educación superior. Fue Rector de la Universidad Nacional de Colombia durante dos períodos consecutivos (2012-2018). Previo a su trabajo como rector, se desempeñó en la Universidad Nacional de Colombia como Director del Posgrado de Matemáticas, Gestor de la apertura del primer programa de doctorado en matemáticas en Colombia, Director del Departamento de Matemáticas y Estadística, Vicedecano Académico de la Facultad de Ciencias, Gestor de la creación de la Maestría en Matemática Aplicada, Coordinador nacional para la acreditación en alta calidad, Director Nacional de Programas Curriculares, Decano de la Facultad de Ciencias durante tres períodos consecutivos (2006 - 2012) e Integrante del Consejo Superior Universitario durante doce años.
Tuvo una destacada gestión como rector: se reconoce la creación y apertura del Hospital Universitario Nacional, la aprobación del Estatuto de Profesores (acuerdo 123 del CSU), la puesta en marcha de la Sede Tumaco, la creación de la Sede La Paz, la obtención de recursos para la todas las universidades públicas a través de la Estampilla tramitada ante el Congreso de la República. Mejoró la infraestructura d¡en todas las sedes de la Universidad Nacional y ofreció acceso a la educación superior con programas de admisión especial en todas las sedes de frontera. Durante su Rectoría se crearon nuevos programas de pre y posgrado y se graduaron alrededor de 60.000 estudiantes. 
Está casado con la también profesora de matemáticas de la Universidad, Liliana Blanco. Tiene dos hijos, Paula (matemática) y Sebastián (abogado).

## Controversias
En 2024, Mantilla fue señalado por varias fuentes de haber sido uno de los responsables de la manipulación de la votación que llevó a la elección de José Ismael Peña como rector de la Universidad Nacional, lo que ocasionó protestas y disturbios en dicha institución.